# 鎮海里 (屏東縣)
22°27′35″N 120°26′37″E / 22.4596986°N 120.4436845°E
鎮海里為台灣屏東縣東港鎮轄下之一里，位於東港鎮西南部。本里西界臨臺灣海峽，北方以鎮海路和豐漁里相接，東北方和盛漁里毗鄰，東南方和嘉蓮里相接。

## 命名
戰後為祈本地日後風調雨順、無浪襲之災，遂定名為「鎮海」里，以保地方平安。與盛漁里、興漁里及豐漁里並稱「三漁一海」，是東港人稱的漁業區。

## 地理與沿革
鎮海里為東港沿海地區海岸線後退最明顯的一帶，古稱為「崙仔頂」，為易淹水的臨海地，建築多為茅草屋。自1926年（大正十五年）以來，自後寮溪口到後塭仔一帶，海岸線有往內移的現象。

## 設施與景點
- 東港鎮海宮
- 鎮海公園：東港迎王歷科迎王的請水、送王皆在鎮海公園的沙灘進行。